# Rio Jundiá (vattendrag i Brasilien, Santa Catarina)
Rio Jundiá är ett vattendrag i Brasilien.   Det ligger i delstaten Santa Catarina, i den södra delen av landet, 1 500 km söder om huvudstaden Brasília.
Trakten runt Rio Jundiá består till största delen av jordbruksmark. Runt Rio Jundiá är det ganska tätbefolkat, med 185 invånare per kvadratkilometer.